# Abrocòmids
Els abrocòmids (Abrocomidae) són una família de rosegadors caviomorfs. Tenen una aparença semblant a la de les xinxilles, amb un pelatge suau i de color gris argentat, però la seva estructura corporal s'assembla més a la d'una rata de cua curta. Són animals socials que viuen en túnels subterranis i viuen als Andes de Sud-amèrica. Probablement són herbívors, tot i que no està totalment clar.